# 西山達哉
西山 達哉（にしやま たつや、1988年7月20日 - ）は、神奈川県出身のバスケットボール選手である。ポジションはガード。横浜エクセレンス所属。

## 来歴
姉の影響でバスケットボールを始めた。中学時代には神奈川県代表に選ばれた。横浜市立中田中学校を卒業後、能代工業高校に進学し、1年時から国体少年男子代表に選ばれた。3年時のウィンターカップでは3回戦で明徳義塾高等学校に敗退し、ベスト16で終えた。2007年には駒澤大学経営学部に入学し、2009年秋の第85回関東大学バスケットボールリーグ戦では54本の3ポイントシュートを成功させ、3部Aの3ポイント王を受賞した。2010年のリーグ戦では4年生で唯一レギュラーとして活躍し、3部A優勝に貢献してMVPに選ばれた。同大学を卒業後、2012-13シーズンは横浜ギガスピリッツに所属した。
2013年には東京エクセレンスに入団したが、同年11月30日の試合でACLとMCLを断裂し、全治8 - 9か月であることが発表された。
2017年、アースフレンズ東京Zに移籍。
2019年、信州ブレイブウォリアーズに移籍。